# Poland china
Le porc poland china est une race porcine des États-Unis.

## Origines
C'est une race née dans la vallée de la rivière Great Miami dans l'Ohio, de métissages entre plusieurs races d'origine  européennes venues là avec leurs éleveurs, et asiatiques. Une seule d'entre elles est connue avec certitude, c'est celle de berkshire. Le type primitif, rond et très gras, a évolué vers un animal musclé et longiligne.
C'est la race américaine la plus élevée au monde. 
Le registre généalogique date de 1878.

## Description
C'est un porc de robe noire à pattes blanches. Elle a un long corps longiligne et cylindrique.
Elle est lourde avec une masse moyenne de 225-250 kg pour les verrats et 180-200 kg pour les truies.

## Aptitudes
C'est une race rustique et docile. La truie est moyennement fertile mais sa production laitière est excellente. La race est efficace pour transformer son alimentation en viande. Les jeunes grandissent vite et s'engraissent facilement ; c'est la race qui donne le plus gros poids à un âge donné. 
Elle donne une carcasse de bonne qualité et de bon rendement, en dépit d'une ossature importante. 